# AACTA International Awards 2023
La 12ª edizione della cerimonia degli AACTA International Awards si è tenuta il 24 febbraio 2023.
Le candidature sono state annunciate il 15 dicembre 2022.

## Vincitori e candidati
Vengono di seguito indicati in grassetto i vincitori. Viene indicato il titolo in lingua italiana e quello in lingua originale tra parentesi.

### Cinema

#### Miglior film
- Avatar - La via dell'acqua (Avatar: The Way of Water), regia di James Cameron
- Elvis, regia di Baz Luhrmann
- Everything Everywhere All at Once, regia di Daniel Kwan e Daniel Scheinert
- Gli spiriti dell'isola (The Banshees of Inisherin), regia di Martin McDonagh
- Top Gun: Maverick, regia di Joseph Kosinski

#### Miglior regista
- Baz Luhrmann – Elvis
- James Cameron – Avatar - La via dell'acqua (Avatar: The Way of Water)
- Daniel Kwan e Daniel Scheinert – Everything Everywhere All at Once
- Martin McDonagh – Gli spiriti dell'isola (The Banshees of Inisherin)
- Steven Spielberg – The Fabelmans

#### Miglior attore protagonista
- Austin Butler – Elvis
- Joel Edgerton – The Stranger
- Colin Farrell – Gli spiriti dell'isola (The Banshees of Inisherin)
- Brendan Fraser – The Whale
- Hugh Jackman – The Son

#### Miglior attrice protagonista
- Cate Blanchett – Tár
- Ana de Armas – Blonde
- Margot Robbie – Babylon
- Michelle Williams – The Fabelmans
- Michelle Yeoh – Everything Everywhere All at Once

#### Miglior attore non protagonista
- Brendan Gleeson – Gli spiriti dell'isola (The Banshees of Inisherin)
- Woody Harrelson – Triangle of Sadness
- Sean Harris – The Stranger
- Brad Pitt – Babylon
- Ke Huy Quan – Everything Everywhere All at Once

#### Miglior attrice non protagonista
- Kerry Condon – Gli spiriti dell'isola (The Banshees of Inisherin)
- Jamie Lee Curtis – Everything Everywhere All at Once
- Olivia DeJonge – Elvis
- Stephanie Hsu – Everything Everywhere All at Once
- Jean Smart – Babylon

#### Miglior sceneggiatura
- Martin McDonagh – Gli spiriti dell'isola (The Banshees of Inisherin)
- Todd Field – Tár
- Rian Johnson – Glass Onion - Knives Out (Glass Onion: A Knives Out Mystery)
- Ruben Östlund – Triangle of Sadness
- Dana Stevens e Maria Bello – The Woman King

### Televisione

#### Migliore serie commedia
- The White Lotus: Sicily
- Hacks
- Only Murders in the Building
- La fantastica signora Maisel (The Marvelous Mrs. Maisel)
- Mercoledì (Wednesday)

#### Migliore serie drammatica
- Mystery Road: Origin
- Heartbreak High
- Scissione (Severance)
- Stranger Things
- The Bear

#### Miglior attore in una serie
- Mark Coles Smith – Mystery Road: Origin
- Jeremy Allen White – The Bear
- Jason Bateman – Ozark
- Bob Odenkirk – Better Call Saul
- Thomas Weatherall – Heartbreak High

#### Miglior attrice in una serie
- Jennifer Coolidge – The White Lotus: Sicily
- Elizabeth Debicki – The Crown
- Laura Linney – Ozark
- Jean Smart – Hacks
- Zendaya – Euphoria